# كيث لويس
كيث لويس (بالإنجليزية: Keith Lewis)‏ هو لاعب كرة قدم أمريكية أمريكي، ولد في 20 أكتوبر 1981.

## وصلات خارجية
- كيث لويس على موقع مرجع كرة القدم المحترفة.كوم (الإنجليزية)